# Ранножелязна епоха (Гърция)
Гръцките тъмни векове (на английски: Greek Dark Age or Ages, също Омирова епоха (според описаното от Омир) или Геометрична епоха (по намерената керамика) е период в историята на днешна континентална Гърция и античните селища по крайбрежието на Мала Азия, който започва след предполагаемото дорийско преселение и залеза на микенската цивилизация и завършва с началото на разцвета на гръцките полиси. След него следва периодът на Архаична Гърция.

## Разселване на племената
Древните гръцки племена се различават по големите езикови дялове, основаващи се на диалектите, като се предполага, че те отговарят на етническото деление. Макар днес учените да не държат строго на това съответствие, те все пак признават, че езикът в съчетание с институциите често пъти е онзи определящ елемент, който характеризира дадена област. В края на големите разселвания, бележещи тъмните векове, егейският свят според Шаму може да се очертае по следния начин:
Еолийските диалекти се говорят в северната част на малоазийската крайбрежна ивица, колонизирана от гърците, като се почне от ниската равнина на Хермус северно от Смирна и се стигне до брега срещу остров Лесбос, включително и самия Лесбос. Заселниците на Еолия идват от Тесалия и Беотия, където след тяхното заминаване еолийският диалект попада под влиянието на северозападните гръцки диалекти. Племената, говорещи йонийски диалект, се установяват в Атика, на Евбея, на Цикладите (с изключение на южните) и по малоазийското крайбрежие (Йония) от Смирна до района северно от Халикарнас, както и на големите острови Хиос и Самос. Дорийските племена покоряват, като налагат и езика си, Мегара, Коринт, Арголида, Лакония, южните Циклади (особено Мелос и Тера), Крит, Родос, Додеканезите и на азиатския бряг, Халикарнас и Книдос на територията на Кария. В северозападната част на континентална Гърция и в пелопонеските области Ахея и Елида се говорят т. нар. северозападни диалекти, които са много близки до дорийския: те са упражнили силно влияние върху диалектите на Тесалия и Беотия. И накрая, в две твърде отдалечени една от друга области – Аркадия и остров Кипър – се запазва един диалект, наречен аркадо-кипърски, който, изглежда, е съхранил най-много общи черти със стария микенски език. Павзаний също дава кратко описание на това преселение.
Това разпределение остава трайно. То има последици както за политическата история, така и за цивилизацията. Общността или сродството на диалекта е фактор на единство за гръцкия свят, или поне на солидарност между държавите.

## Край на тъмните векове
Дълго време историците предполагат, че между разцвета на микенската култура към 14 – 13 в. пр.н.е. и наченките на архаична Гърция през 8 в. пр.н.е. настъпва рязко и продължително прекъсване в развитието на пред-елинския свят (т.нар. бронзов колапс) и го свързват с дорийското нахлуване. Информацията за периода идва основно от разкриване на погребения и намереното в тях. Археологически находки от разкопки на Евбея (Лефканди, 1980 г.) обаче показват, че някъде около 900 г. пр.н.е. е имало запазени връзки с Изтока.